# Lingadahalli, Sagar
Lingadahalli là một làng thuộc tehsil Sagar, huyện Shimoga, bang Karnataka, Ấn Độ.